# Hypolimnas pseudomisippus
Hypolimnas pseudomisippus är en fjärilsart som beskrevs av Hans Fruhstorfer 1912. Hypolimnas pseudomisippus ingår i släktet Hypolimnas och familjen praktfjärilar. Inga underarter finns listade i Catalogue of Life.